# Bad Godesberg
Bad Godesberg – dzielnica miasta (Stadtbezirk) Bonn w Niemczech, w kraju związkowym Nadrenia Północna-Westfalia, w rejencji Kolonia. Do 31 lipca 1969 roku, samodzielne miasto. 1 sierpnia 1969 zostało przyłączone do ówczesnej stolicy Niemiec – Bonn.
Po przeniesieniu siedziby rządu do Berlina w 1999 roku, Bad Godesberg pozostał główną siedzibą Bundesratu. Po transformacji związanej z przeniesieniem rządu do Berlina w Bad Godesbergu powstała główna siedziba dwóch koncernów Deutsche Telekom i Deutsche Post (Post Tower, najwyższy wieżowiec kraju związkowego).

## Osiedla
Dzielnica dzieli się na trzynaście osiedli (Ortsteil), ale 16 okręgów statystycznych:
- Alt-Godesberg
- Friesdorf
- Godesberg-Nord
- Godesberg-Villenviertel
- Heiderhof
- Hochkreuz
- Lannesdorf
- Mehlem
- Muffendorf
- Pennenfeld
- Plittersdorf
- Rüngsdorf
- Schweinheim

## Współpraca
Miejscowości partnerskie:
- Frascati, Włochy
- Kortrijk, Belgia
- Saint-Cloud, Francja
- Steglitz-Zehlendorf, Berlin
- Windsor and Maidenhead, Wielka Brytania
- Yalova, Turcja